# Wolfgang Kleff
Wolfgang Kleff est un footballeur allemand né le 16 novembre 1946 à Schwerte (Rhénanie-du-Nord-Westphalie). Il évoluait au poste de gardien de but.

## Biographie
Vainqueur de la Coupe du monde 1974 avec l'équipe de RFA, Kleff n'a joué aucun match lors de ce tournoi barré par l'inamovible Sepp Maier. 
Pendant sa carrière longue de presque vingt ans, il a surtout porté les couleurs du Borussia Mönchengladbach, club avec lequel il a remporté ses plus grands trophées de 1968 à 1979.

## Carrière
- 1968-1979 : Borussia Mönchengladbach  Allemagne
- 1979-1980 : Hertha BSC Berlin  Allemagne
- 1980-1982 : Borussia Mönchengladbach  Allemagne
- 1982-1984 : Fortuna Düsseldorf  Allemagne
- 1984-1985 : Rot-Weiss Oberhausen  Allemagne
- 1985-1986 : VfL Bochum  Allemagne
- 1986-1987 : FSV Salmrohr  Allemagne[2]

## Palmarès
- 6 sélections en équipe d'Allemagne entre 1971 et 1974
- Vainqueur de la Coupe du monde 1974 avec l'Allemagne
- Vainqueur du Championnat d'Europe des nations 1972 avec l'Allemagne
- Finaliste de la Coupe d’Europe des clubs Champions en 1977 avec le Borussia Mönchengladbach
- Vainqueur de la Coupe de l'UEFA en 1975 et 1979 avec le Borussia Mönchengladbach
- Finaliste de la Coupe de l'UEFA en 1973 avec le Borussia Mönchengladbach
- Champion d'Allemagne en 1970, 1971, 1975, 1976 et 1977 avec le Borussia Mönchengladbach
- Vice-Champion d'Allemagne en 1974 et 1978 avec le Borussia Mönchengladbach
- Vainqueur de la Coupe d'Allemagne en 1973 avec le Borussia Mönchengladbach